# Loi sur les stupéfiants (Canada)
Pour les articles homonymes, voir Loi sur les stupéfiants.
La Loi sur les stupéfiants (Narcotic Control Act en anglais) est une loi fédérale du Canada contrôlant les drogues  à partir de son adoption en 1961 jusqu'à ce qu'elle soit remplacée, en 1996, par la Loi réglementant certaines drogues et autres substances. Elle implémentait les dispositions de la Convention unique sur les stupéfiants de 1961 de l'ONU.
Les « stupéfiants », ou « narcotiques », de cette loi incluent des drogues telles que l'héroïne, la cocaïne et le cannabis. Elle interdit des activités telles que la possession d'un stupéfiant, la possession dans le but de trafic, la culture, l'importation ou l'exportation.